# Багри

Багри на карте штата.

Багри (порт. Bagre) — муниципалитет в Бразилии, входит в штат Пара. Составная часть мезорегиона Маражо. Входит в экономико-статистический микрорегион Портел. Население составляет 23 864 человек на 2010 год. Занимает площадь 4397,321 км². Плотность населения — 5,43 чел./км².
Праздник города — 25 марта.

## История
Город основан 25 марта 1961 года.

## Демография
Согласно сведениям, собранным в ходе переписи 2010 г. Национальным институтом географии и статистики (IBGE), население муниципалитета составляет:
| Полное население                               | Полное население                               | Полное население                               | Полное население                               | 23 864 |
| ---------------------------------------------- | ---------------------------------------------- | ---------------------------------------------- | ---------------------------------------------- | ------ |
| в том числе:                                   | Городское население                            | 10 661                                         | Процент городского населения, %                | 44,67  |
|                                                | Сельское население                             | 13 203                                         | Процент сельского населения, %                 | 55,33  |
|                                                | Мужское население                              | 12 135                                         | Процент мужского населения, %                  | 50,85  |
|                                                | Женское население                              | 11 729                                         | Процент женского населения, %                  | 49,15  |
| Плотность населения, чел/км²                   | Плотность населения, чел/км²                   | Плотность населения, чел/км²                   | Плотность населения, чел/км²                   | 5,43   |
| Население муниципалитета в % к населению штата | Население муниципалитета в % к населению штата | Население муниципалитета в % к населению штата | Население муниципалитета в % к населению штата | 0,31   |

По данным оценки 2015 года население муниципалитета составляет 28 292 жителя.

## Статистика
- Валовой внутренний продукт на 2003 год составляет 30 481 455,00 реалов (данные: Бразильский институт географии и статистики).
- Валовой внутренний продукт на душу населения на 2003 год составляет 2232,42 реалов (данные: Бразильский институт географии и статистики).
- Индекс развития человеческого потенциала на 2000 год составляет 0,571 (данные: Программа развития ООН).

## Административное деление
Муниципалитет состоит из 2 дистриктов:
| № | Наименование дистрикта | Наименование дистрикта (порт.) | Территория, км² | Население, чел.(2010) | Население, чел.(2010) | Население, чел.(2010) | Плотность, чел./км² | Код дистрикта |
| № | Наименование дистрикта | Наименование дистрикта (порт.) | Территория, км² | всего                 | городское             | сельское              | Плотность, чел./км² | Код дистрикта |
| 1 | Багри                  | Bagre                          | 3656,25         | 23 199                | 10 661                | 12 538                | 6,35                | 150110505     |
| 2 | Педрейра               | Pedreira                       | 741,07          | 665                   | -                     | 665                   | 0,9                 | 150110510     |

## Важнейшие населенные пункты
| № | Населённый пункт | Населённый пункт (порт.) | Категория | Население чел. (2010) | На карте                       |
| - | ---------------- | ------------------------ | --------- | --------------------- | ------------------------------ |
| 1 | Багри            | Bagre                    | город     | 10 661                | 1°53′56″ ю. ш. 50°12′36″ з. д. |